# Hidridion
A hidridion (más néven hidrid vagy hidrogénanion) a hidrogén negatív ionja, jele H−. A hidridion fontos alkotórésze a csillagok, például a Nap légkörének.

## Felfedezése
A hidridion a domináns fotonelnyelő anyag a csillagközi térben. A 0,75–4,0 eV energiájú fotonokat nyeli el, ami az infravöröstől a spektrum látható részébe nyúlik. Előfordul a Föld ionoszférájában is.
Létét elsőként elméleti úton bizonyította Hans Bethe 1929-ben. A H− szokatlan tulajdonsága, hogy szabad állapotban nem rendelkezik kötött gerjesztett állapottal, ezt véglegesen 1977-ben bizonyították be, és részecskegyorsítókban kísérletileg is vizsgálták.
A kémiában a hidridanion −1-es oxidációs számú hidrogén. A hidridekben formálisan hidrogénanion található, azonban ezek többsége valójában eléggé kovalens vegyület. Ilyen például a borohidrid (BH−4).

## Fordítás
Ez a szócikk részben vagy egészben  a   Hydrogen anion című angol Wikipédia-szócikk ezen változatának fordításán alapul.  Az eredeti cikk szerkesztőit annak laptörténete sorolja fel. Ez a jelzés csupán a megfogalmazás eredetét és a szerzői jogokat jelzi, nem szolgál a cikkben szereplő információk forrásmegjelöléseként.